# Mecistops leptorhynchus
Espèce
Mecistops leptorhynchus est une espèce de crocodiliens de la famille des crocodilidés. Elle se rencontre de l'ouest de la Tanzanie jusqu'au Cameroun, où l'activité volcanique l'a autrefois séparée de Mecistops cataphractus, de laquelle elle était considérée comme une sous-espèce jusqu'en 2018.

## Systématique
Le nom valide complet (avec auteur) de ce taxon est Mecistops leptorhynchus (Bennett, 1835).
L'espèce a été initialement classée dans le genre Crocodilus sous le protonyme Crocodilus leptorhynchus Bennett, 1835.
Mecistops leptorhynchus a pour synonyme :
- Crocodilus leptorhynchus Bennett, 1835